# 沙罗周期
沙羅週期（i/ˈsɛərɒs/）是一個剛好223個 朔望月的週期，18年11天零8小時，可用於預測太陽和月球的食。食之後的一個沙羅週期，太陽、地球和月球會回到大致相同的相對幾何形狀，一條接近直線，並且會發生幾乎相同的食，這被稱為交食週期。每次的食都有一個相關的沙羅序列，所有後續或之前的食都有一個不同的沙羅序列與之相關，因為同一系列的食發生或發生時只有一個沙羅週期的間隔。日食和月食各自有不同的沙羅序列。
由一個沙羅週期相隔的一系列日食稱為「沙羅序列」。它對應於：
- 6,585.321347太陽日
- 18.029年
- 223朔望月
- 241.999食月（交點月）
- 18.999食年（38 個173.31天的食季）
- 238.992近點月
- 241.029恆星月

19食年意味著如果有日食（或月食），那麼在一個沙羅週期之後，新月將發生在月球軌道的同一個節點，在這種情況下，將會發生另一次日食。

## 歷史
最早發現的關於沙羅週期的歷史記錄是迦勒底天文學家在公元前的最後幾個世紀。後來為依巴谷、普林尼和托勒密引用，但是都以不同的名稱呈現。
「沙羅」（希臘語：σάρος）這個名詞取自11世紀的拜占庭《蘇達辭書》，哈雷於1686年使用在相同性質日食再現的週期。《蘇達辭書》說：「[沙羅]是迦勒底人的一個度量單位和一個數值。120沙羅有2,200年（一年12個朔望月）。根據迦勒底人的計算，如果沙羅確實有222個朔望月，即18年零6個月（12個朔望月的年）」。《蘇達辭書》中的資訊引用自貝羅索斯，又直接或以其它方式來自凱撒利亞的優西比烏的《編年史》（紀堯姆·勒讓蒂在1756年聲稱哈雷的用法是不正確的，但這個名稱繼續被使用。）。
希臘語顯然要麼來自巴比倫語「sāru」，意思是3600這個數值，或希臘語的動詞「saro」（σαρῶ），意思是「掃過（有一系列食的天空）」。

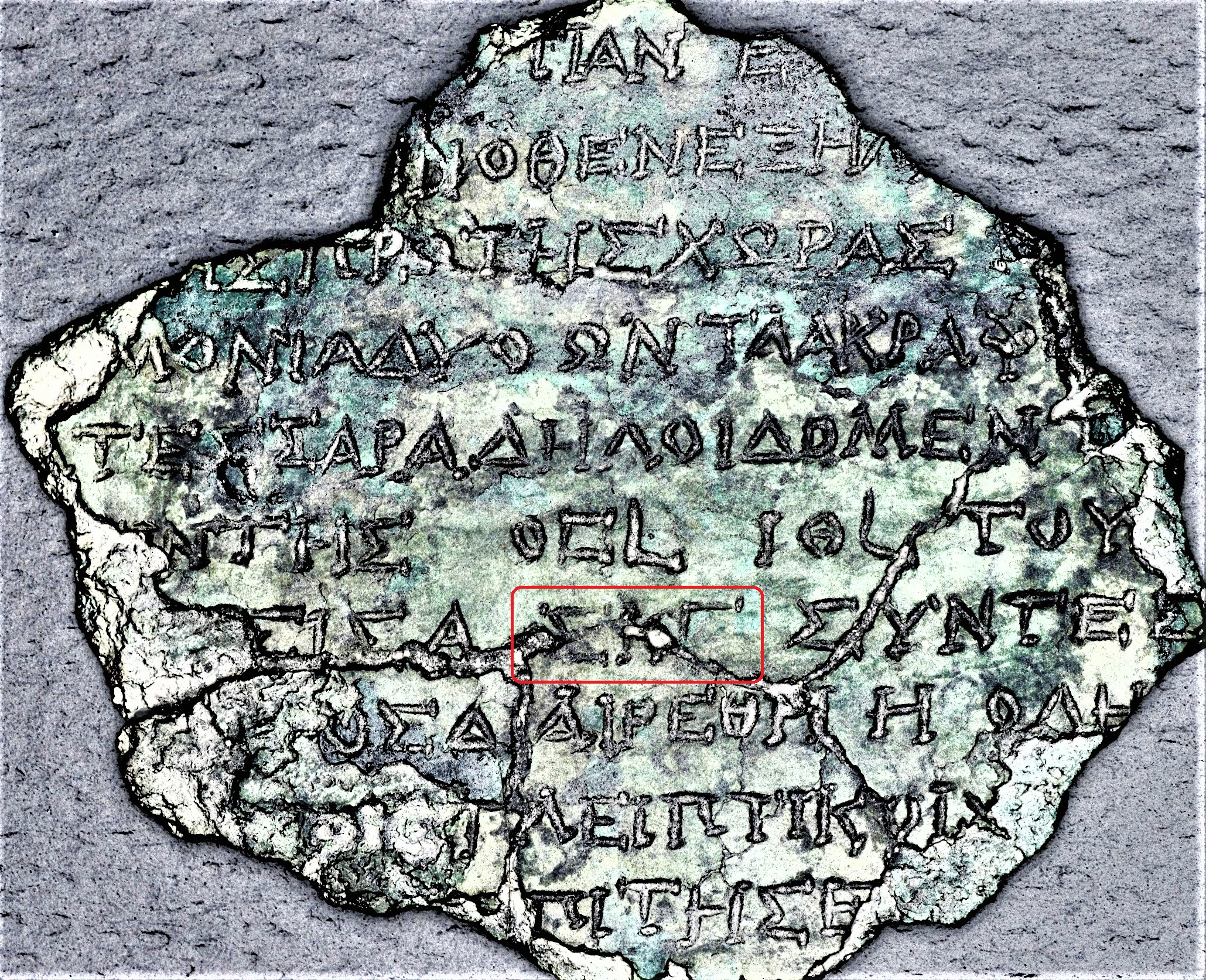
寫在公元前 150 年至 100 年之間，可用於預測日食沙羅週期的安迪基西拉機械裝置上，框在紅色矩形中的「ΣΚΓ′」，意思為223個朔望月。

於公元前150至100年左右在希臘製作的安迪基西拉機械裝置，它的使用手冊中，書寫著沙羅週期為223個朔望月（以希臘數字「ΣΚΓ′」表示），如圖所示。這個數字是該儀器的使用手冊中，肉眼可見的少數幾個機制銘文之一。 在它上面，19年的默冬章週期和76年的卡利普週期也都可見。

## 說明

發生在月球降交點附近的月食被賦予「奇數」的沙羅序列號。此類系列中的第一次月食穿過地球陰影的南緣，月球的路徑在每個連續的沙羅週期向北移動，而發生在月球升交點附近的月食則被賦予「偶數」的沙羅系列編號。此類系列中的第一次月食穿過地球陰影的北緣，月球的路徑在每個連續的沙羅中向南移動。

沙羅週期為6585.3211天（15個平年 + 3 個閏年 + 12.321天，14個平年 + 4 個閏年 + 11.321天，或13個平年 + 5個閏年 + 10.321 天），可用於預測發生幾乎相同日食的時間。每個沙羅週期與月球軌道相關的三個週期，朔望月、龍月（交點月），以及近點月幾乎完全重合。要發生食，月球必須位於地球和太陽之間（對於日食），或者地球必須位於太陽和月球之間（對於月食）。 只有當月球的月相為朔或望時，才會發生這種情況，並且這些[月相的重複出現是由於太陽和月球軌道產生的月球「朔望週期」為29.53059天。 然而，在大多數的朔和望期間，地球或月球的陰影落在另一個天體的北面或南面。只有當三個天體幾乎形成一條直線時，才會發生食。因為月球軌道的平面與地球的軌道平面，黃道面傾斜，只有當滿月或朔月靠近或位於黃道平面時，才會出現這種情況。也就是說，當月球位於兩個交點（上升或下降的交點）之一時，才會發生食。連續兩次月球通過黃道平面（返回同一交點）的時間間隔稱為「龍月」，其長為27.21222天。當朔月或滿月靠近其中一個交點時，相似的三維幾何形狀大約每六個月發生一次，當太陽與月球合相或對沖時，若巧合的，當時也在月球軌道的某個交點附近發生，或者每個食年兩次。因為沙羅週期也是27.5545天的「近點月」，即月球相對於其軌道上拱線週期的整數倍。因此，由於地球和月球之間的距離幾乎相同，被一個沙羅週期相隔的兩次食具有非常相似的外觀和持續時間。

以三維形式可視化模擬的一個沙羅週期。

在一個沙羅週期之後，月球將完成大約整數個朔望月（223）、龍月（242個交點月）和近點月（239），地球-太陽-月球的幾何形狀將幾乎相同：月球將具有相同的相位，並且位於相同的交點和與地球的距離。此外，由於沙羅週期的長度接近18年（大約長11天），地球與太陽的距離幾乎相同，並且以幾乎相同的方向（同一季節）向太陽傾斜。給定食的日期，可以預測一個沙羅週期之後的幾乎相同的食。而在這18年期間，大約發生了40次其它序列的日食或月食，即幾何形狀略有不同的食。一個沙羅週期等於18.03年並不等於月球軌道（月球相對於恆星的公轉為27.32166天的恆星月）的完美整數，因此，即使沙羅之後地球-太陽-月亮系統的相對幾何形狀幾乎相同，但對於沙羅系列中每次食，月球相對於恆星的位置仍會略有不同。地月系統的自轉軸表現出18.59992年的進動（交點退行）週期。
沙羅週期不是整數的天數，而是包含一天的+1⁄3。因此，沙羅系列中每次接續發生的食在那一天都發生得比上次延後約八小時。在日食的情況下，這意味著能見度區域將向西移動約120°，即繞地球約三分之一的距離，因此從地球上的同一位置將看不到同系列的下一次日食。在月食的情況下，只要月球位於地平線上方，下一次月食可能仍然可以從同一位置看到。但給定三個沙羅週期的間隔（54年1個月，幾乎大約就是19,756日）之後，食在當地可見的時間將幾乎相同。這就是所謂的3沙羅週期（英語：exeligmos，希臘語原意為「輪轉」）。

## 沙羅序列

發生在月球降交點附近的日食被賦予「偶數」的沙羅序列編號。每個序列的第一次日食從地球的南緣開始，日食的路徑隨著每個連續的沙羅週期向北移動，而發生在月球升交點附近的日食則被賦予「奇數」的沙羅序列編號。每個序列的第一次日食從地球的北緣開始，日食的路徑隨著每個連續的沙羅週期向南移動。

每個沙羅序列都以偏食開始（太陽首先進入交點的末端），並且在每個連續的沙羅週期中，月球的路徑不是向北移動（當靠近降交點時）就是向南移動（當接近升交點時），這是因為沙羅週期不是龍月長度的精確整數（大約短一小時）。在某個時候，食不再可能發生，於是序列終止（太陽開始離開交點）。日食的第一沙羅序列是日食統計編輯者任意指定為太陽沙羅序列 1。這個序列已經結束，但公元前1990年11月16日（儒略曆）的日食就是這個沙羅序列1中一次日食的例子。日食和月食有不同的沙羅序列。對於月球沙羅序列，是在這之前58.5 個朔望月（公元前1994年2月23日）發生的月食被指定為月球沙羅序列1。如果在某個沙羅序列的食結束之後，間隔依內克斯（英語：inex，29年減去約20天）發生的食，它就是下一個序列的成員。例如，公元前1961年10月26日的日食，就歸屬於太陽沙羅序列2中。當然，沙羅序列在這些日期之前就已經存在了，有必要將沙羅序列數向前擴展到負數，即使只是為了適應公元前2000年之後發生的日食（直到公元前1367年最後一次沙羅數為負的日食）。對於日食，本文的參考文獻中給出了公元前2000年至公元3000年之間整個沙羅序列的統計數據。沙羅序列的成員需要1226到1550年才能從北到南（反之亦然）穿越地球表面。這些極端值允許每個序列中有69到87次日食（大多數序列有71或72次日食）。其中39至59次（多數是43次）是中心食（這些是全食、環食或複合的全-環食）。在任何給定的一個沙羅週期時段中，大約40個不同的沙羅序列在其間進行中。
如前所述，沙羅序列根據食的類型（月食或日食）進行編號。在奇數序列（日食）中，太陽靠近升交點，而在偶數序列中，它位於降交點附近（對於月食沙羅序列，情況相反）。通常，這些序列的順序決定了每個序列達到峰值的時間，這對應於日食最接近其中一個交點的時間。對於日食，編號在117沙羅序列和156沙羅序列之間的40個序列是現在活躍的（序列 117 將於 2054 年結束）；而對於月食，現在有41個活躍的沙羅序列（109至149，這些數量可以通過計算從日食目錄網站的18年沙羅週期間列出的日食數量來得出）。

### 例子：131沙羅序列的月食
| 1427年5月10日 （儒略历）      | 第一次半影食 （地影的南側邊緣）   |
| ...中間的6次半影食省略...     |                                   |
| 1533年7月25日 （儒略历）      | 第一次偏食                        |
| ...中間的19次偏食省略...      |                                   |
| 1932年3月22日 偏食結束        | 世界时12:32                       |
| 1950年4月2日 第一次全食看不見 | 世界时20:44                       |
| 1968年4月13日升               | 世界时04:47                       |
| 1986年4月24日沒               | 世界时12:43                       |
| 2004年5月4日看不見            | 世界时20:30                       |
| 2022年5月16日第一次中心升     | 世界时04:11                       |
| 2040年5月26日沒               | 世界时11:45                       |
| 2058年6月6日看不見            | 世界时19:14                       |
| 2076年6月17日 中心升          | 世界时02:37                       |
| 2094年6月28日                 | 沒                                |
| 2112年7月8日                  | 看不見                            |
| 2130年7月21日                 | 升                                |
| 2148年7月31日                 | 沒                                |
| 2166年8月11日                 | 看不見                            |
| 2184年8月21日                 | 升                                |
| 2202年9月3日 最後一次全食沒   | 世界时05:59                       |
| 2220年9月13日                 | 第一次偏食                        |
| ...中間的18次偏食省略...      |                                   |
| 2563年4月9日                  | 最後一次偏食                      |
| ...中間的7次半影食省略...     |                                   |
| 2707年7月7日                  | 最後一次半影食 （北側邊緣的地影） |

以單一的沙羅序列為例，附表所給的是131序列的月食。這個序列的食開始於西元1427年，以半影食揭開序列，月球在接近降交點的附近從地球陰影的南部邊緣掠過，每個相鄰的沙羅週期，月球的軌道路徑在地影中逐漸北移，在1533年7月發生第一次偏食，1950年發生第一次的全食，以後的252年都將發生全食，預測最接近中心的食發生在2076年，而到了2220年再度成為偏食，最後一次的食在2707年，整個131序列的時間共1280年。
由於沙羅週期有⅓的分數，因此每次能見食的地區不是固定不變的。在131的月食序列中，1950年的第一次全食在北美洲看不見，因為發生時北美洲是白天，所以在表中註記為看不見。下一次發生時（1968年）延後了⅓天，發生在黃昏之際，因此表中註記為升。第三次發生時（1986年）再延後⅓天，發生在清晨，因此註記為沒。從序列開始到結束，都以這樣的循環（看不見、升、沒）交替著。太陽沙羅138與這個月球沙羅序列交錯，每個沙羅序列之間每9年5天交替發生一次食。
因為沙羅週期有+1⁄3天數的分數，每次食的能見程度對於給定位置的觀察者來說都會有所不同。對於月球沙羅序列131，1950年的第一次月全食，因為食甚是在世界標準時間20:44，對東歐和中東的觀眾來說有著最好的能見度。 該序列中的下一次月食發生在當天大約晚8小時許的時候，食甚發生在世界標準時間4:47，從北美和南美能看得最好。第三次的食比第二次又晚了大約 8 小時，食甚發生在世界標準時間12:43，對西太平洋、東亞、澳大利亞和紐西蘭的觀眾來說是能見度最好的。這個可見度的循環從序列的開始到結束不斷重複，且都略有變化。與這個月球沙羅序列交錯的太陽沙羅138的食，在每次序列的月食之後9年5天，交替發生一次日食事件。
有關太陽沙羅的類似示例，請參閱太陽沙羅136。

## 月球沙羅和太陽沙羅的關係：半沙羅
在給定的月食或日食之後，經歷9年又5+1⁄2天（半沙羅週期或 sar）後，將交錯發生具有相似性質的日食或月食，反之亦然。
例如，如果月球的半影在日食期間部分覆蓋了地球的南緣，則9年又 5+1⁄2天后將發生月食，其中月球部分被地球半影的南緣覆蓋。同樣的，日全食或日環食發生後9年又5+1⁄2 天，也會發生月全食。這 9 年期限被稱為「半沙羅」（sar）。它包含111+1⁄2個朔望月，或111個朔望月加兩週。這兩週解釋了日食和月食之間的交替。有關可視覺化的例子，請參閱 此圖表（每行相隔半沙羅）。

## 註解
1. ↑  6585.3223天（.3223代表7小時43分鐘）[1]

## 書目
- Jean Meeus and Hermann Mucke (1983) Canon of Lunar Eclipses. Astronomisches Büro, Vienna
- Theodor von Oppolzer (1887). Canon der Finsternisse. Vienna
- Jean Meeus, Mathematical Astronomy Morsels, Willmann-Bell, Inc., 1997 (Chapter 9, p. 51, Table 9. A Some eclipse Periodicities)

## 外部連結
- List of all active saros cycles （页面存档备份，存于）
- NASA – Eclipses and the Saros （页面存档备份，存于）
- Solar and Lunar Eclipses – Xabier Jubier （页面存档备份，存于） – Interactive eclipse search
- Eclipse Search （页面存档备份，存于） – Search 5,000 years of eclipse data by various attributes
- Eclipses, Cosmic Clockwork of the Ancients （页面存档备份，存于） – Fundamental astronomy of eclipses
- NASA eclipse home page: Eclipses and the Saros
- Eclipses and the Saros Cycle （页面存档备份，存于）
- Eclipse Search （页面存档备份，存于） -- here one can search 5,000 years of eclipse data by type, magnitude, Saros number or simply by year.
- Saros series 131 table （页面存档备份，存于）
- NASA Summary of Saros series 1-175 （页面存档备份，存于）
- NASA - Summary of Solar Eclipses in Saros Series -13 to 190 （页面存档备份，存于）
- NASA - Summary of Lunar Eclipses in Saros Series -20 to 183 （页面存档备份，存于）